# Ivanščica
Ivanščica nebo též Ivančica je pohoří v severním Chorvatsku. Nejvyšší stejnojmenný vrchol dosahuje nadmořské výšky 1 060 metrů, takže jde o nejvyšší vrchol chorvatského Záhoří i celého severního Chorvatska. Pohoří se táhne ve směru od západu na východ, je asi 30 km dlouhé a 9 km široké. Pramení zde řeky Lonja a Krapina, severně těsně kolem Ivanščice protéká řeka Bednja. Na úpatí pohoří se nacházejí města Krapina, Novi Marof, Ivanec a Lepoglava, v blízkosti je ale také město Varaždin.
Na Ivanščici se nachází v nadmořské výšce 1 054 metrů horská chata, která byla pojmenována po chorvatském horolezci, spisovateli a novináři Josipu Pasarićovi. Nachází se zde také rozhledna Piramida a vysílač, a je zde možnost provozovat paragliding.
V době, když bylo Chorvatsko součástí Osmanské říše, ale i před ní bylo pohoří Ivanščica důležitým strategickým bodem. Od 13. století na něm bylo postaveno velké množství obranných opevnění. Po skončení hrozeb ale bylo velké množství opevnění opuštěno. Dosud na pohoří stojí velké množství zřícenin hradů, jako jsou Loborgrad, Gradina, Oštrcgrad, Belecgrad, Židovina, Milengrad, Gradišče, Gotalovec a Grebengrad.
Mezi vrcholy v pohoří Ivanščica patří:
- Ivanščica − 1 060 m
- Hanjžica − 994 m
- Batinska glava − 983 m
- Belige − 974 m
- Jelenska pećina − 927 m
- Veliki rok − 914 m
- Veliki Konj − 870 m
- Sušec − 846 m
- Veliko Obršlje − 800 m
- Gradinovec − 786 m
- Babin zub − 772 m
- Skalovka − 766 m
- Trpnjak − 752 m
- Mrzljak − 748 m
- Veliko Kalce − 727 m
- Vilinska špica − 726 m
- Mala Ivanščica − 711 m
- Koprivnjak − 702 m
- Ham − 679 m
- Brišće − 666 m
- Mindžalovec − 659 m
- Kozji hrbet − 609 m
- Rudski Gobec − 595 m
- Veliki Lubenjak − 590 m
- Tkalec − 587 m
- Veliko Čevo − 562 m
- Osinec − 531 m
- Veliki Siljevec − 505 m
- Gula − 471 m
- Mali Oštri vrh − 461 m